# Startopia
Startopia er et økonomisk simulations computerspil der er udviklet af Mucky Foot Productions og udgivet af Eidos i 2001. Spillet foregår i rummet efter en altødelæggende intergalaktisk krig, hvor spilleren antager rollen som administrator på en rumstation, som er et af de sidste beboelige steder for galaksens rumvæsner.

## Gameplay
I løbet af spillet har spilleren ikke direkte kontrol over rumvæsnerne der går omkring på stationen, men er begrænset til at kunne hyre dem som arbejdere eller fyre dem igen. Rumvæsnerne forlader stationen igen, hvis de bliver irriterede eller løber tør for penge. Hyrede rumvæsner forbliver på stationen, medmindre de mister alt deres loyalitet.
Stationen har 3 forskellige dæk, som spilleren løbende kan skifte imellem. 
- Ingeniør-dækket – Herfra ankommer rumvæsnerne til stationen, og det er også stedet, hvor de forlader den fra igen. Desuden foregår al handel herfra og dækket er samtidig beboelsesområde for stationens arbejdere.
- Forlystelses-dækket – Her opbygger spilleren de forlystelser som rumvæsnerne betaler penge til.
- Bio-dækket – Som er et stort kunstigt naturområde som spilleren kan manipulere med, for at genskabe miljøet fra de forskillige rumvæsners hjemplaneter.

Spilleren er samtidig i konkurrence med andre administratorere på stationen der ind imellem sender spioner og sabotører til spillerens område. Spilleren kan dog ved hjælp af magt overtage de andre administratoreres område.